# Доходный дом купца В. Е. Быкова
Дом Бы́кова — доходный дом купца Василия Егоровича Быкова, построенный по проекту архитектора Льва Кекушева в 1909 году. После Октябрьской революции здание занимали административные конторы и коммунальные квартиры. С 1990-х годов комплекс находится в ведении Института автоматизации проектирования РАН (ИАП). В 2009-м здание пострадало от сильного пожара, но бо́льшая часть внутреннего убранства сохранилась. В 2012 году строение признали объектом культурного наследия регионального значения. После реконструкции, начавшейся в 2014-м, здание займёт гостиница.

## История

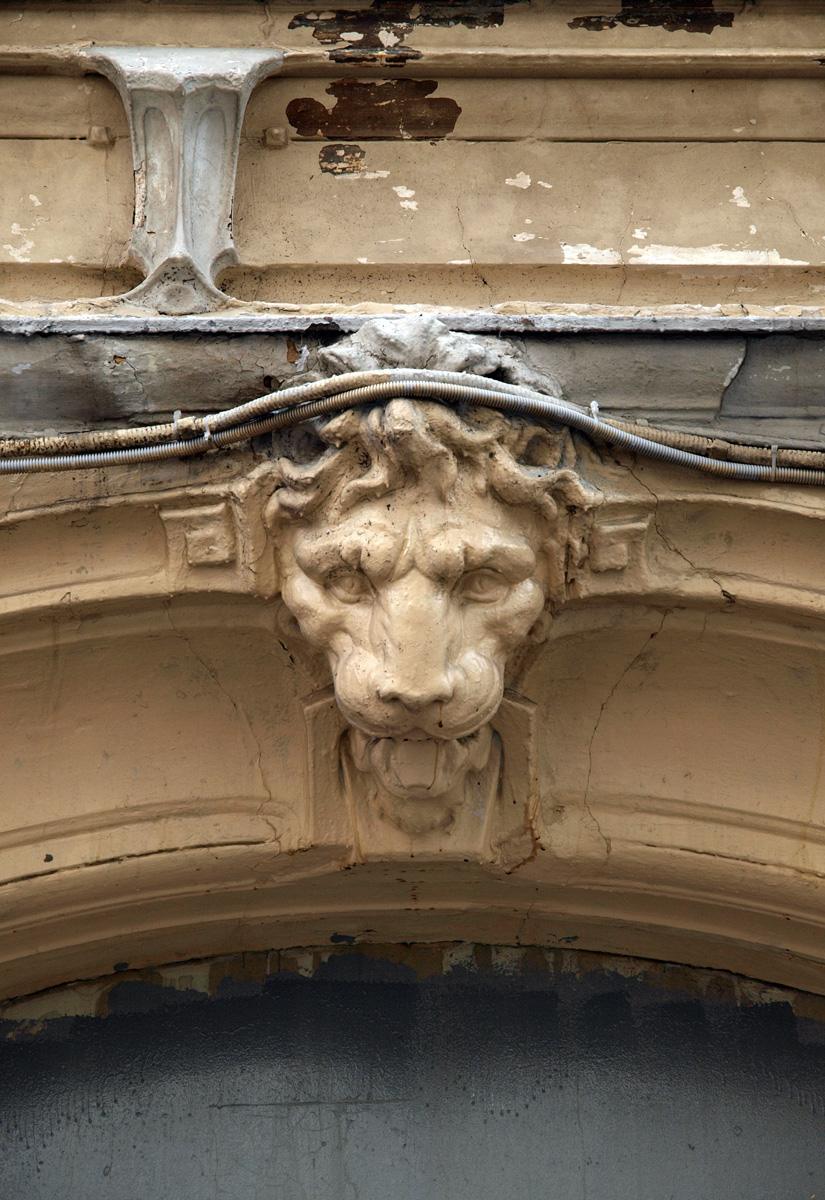
Львиный маскарон на фасаде доходного дома Быкова, 2009 год

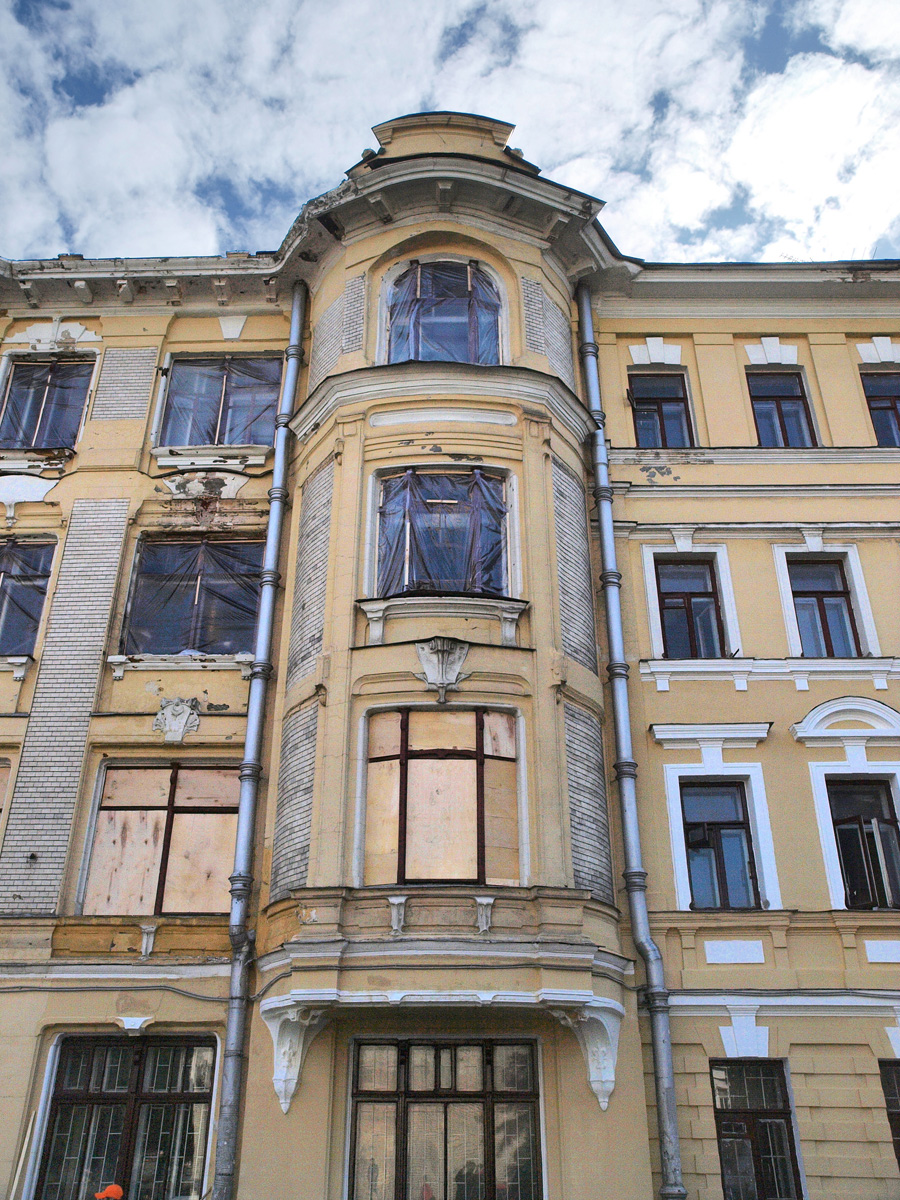
Эркер доходного дома Быкова, 2009 год

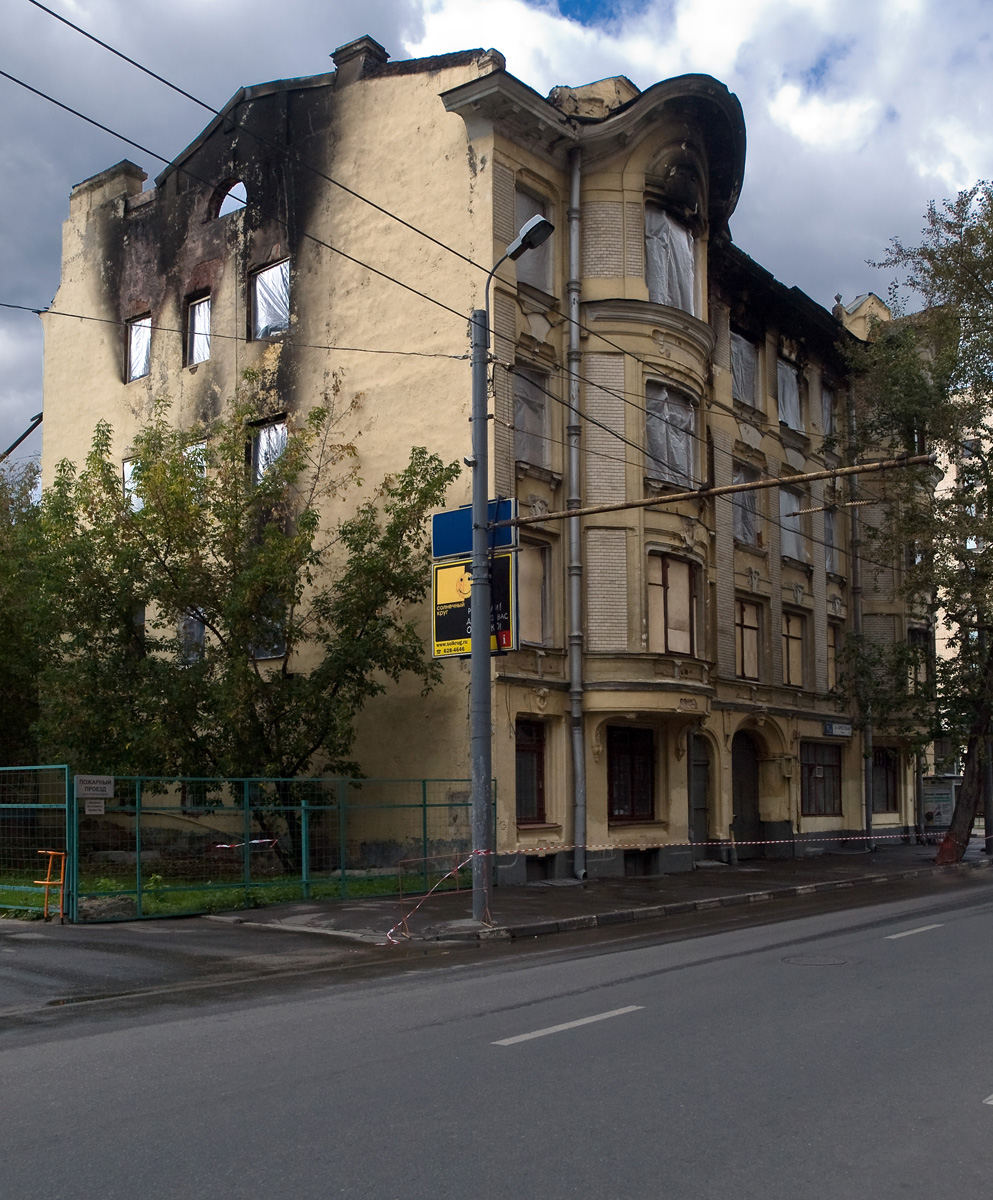
Обгоревшие фасады Доходного дома Быкова, 2009 год

### Предыстория участка
В XVIII—XIX веках территория относилась к владениям Тверской — Ямской слободы и использовалась под огороды ямщиков. В результате раздела общинной земли в 1868 году северо-восточная часть квартала перешла в собственность семьи Кокориных. К 1872-му её владельцем числился Е. Е. Кокорин, который возвёл на пересечении Ново-Васильевского переулка и 2-й Брестской дом на каменном подклете. После смерти хозяина в 1890-х годах здание перешло по наследству к его сыновьям Александру, Сергею и Петру. По их заказу строение реконструировал архитектор Н. И. Кокорин.
В начале XX века старший из братьев Александр Кокорин скончался и его родственники поделили участок: южная часть перешла к его вдове и детям, северная — в единоличное пользование Сергея Кокорина. В 1903 году вдоль красной линии Ново-Васильевского переулка возвели трёхэтажный доходный дом по проекту архитектора К. И. Дуванова. Уличный фасад разделили на секции, а их подъезды акцентировали неглубокими ризалитами и аттиками. Предположительно, именно в этот период также под руководством Дуванова в юго-западной части территории возвели отдельный четырёхэтажный корпус.

### Строительство и использование
В 1905 году участок с двумя домами приобрёл купец Василий Быков. Через три года под руководством архитектора Н. А. Ильинского на заднем дворе комплекса возвели дополнительный трёхэтажный дом. В 1909-м демонтировали обветшалое двухъярусное строение, возведённое при Е. Е. Кокорине. На его месте архитектору Льву Кекушеву заказали построить четырёхэтажный доходный дом с полуподвалом. Он разработал проект с выразительными фасадами в стиле модерн. Их основными элементами стали аттик и козырьки над эркерами, формирующие волнообразную верхнюю часть строения. Оконные ниши украсили маскаронами, на месте замковых камней первого этажа расположили лепные картуши, в основании эркеров — кронштейны. Массивные фигурные деревянные рамы оборудовали специальными выпуклыми стёклами, собирающими свет. Края аттиков выделили скульптурными «луковичками», въездную арку — массивным львиным маскароном. Кекушев также надстроил трёхэтажный доходный дом, возведённый Дувановым. Отделка здания приобрела сходство с угловым главным корпусом.
При возведении главного здания использовали железобетонные конструкции, в здании оборудовали паровое отопление. Кроме того, дом был оснащён горячей водой и канализацией. Лестницы подъездов оформили коваными чугунными перилами сложного орнамента, что считается одной из характерных черт стиля Кекушева. На первом этаже нового дома расположилась контора Быкова, которая занималась подрядами на строительные работы, а также два магазина. Цокольный этаж занимали склады, котельная и жильё истопника. Быков был членом совета Преображенского богадельного дома и являлся старообрядцем, поэтому некоторое время в одном из корпусов действовала моленная, освящённая в честь Введения Пресвятой Богородицы. В 1914 году верхние этажи одного из корпусов занимали два Городских начальных грузинских училища.
После Октябрьской революции комплекс переделали под коммунальные квартиры. Сохранились свидетельства, что в доме недолго проживал чехословацкий журналист Юлиус Фучик, в честь которого позднее переименовали Ново-Васильевский переулок. В 1929-м постановлением Моссовета домовую старообрядческую церковь ликвидировали, её помещения заняли ясли. Из святилища в разные музейные фонды переместили 39 икон XVI—XVII веков. В 1970-х годах комплекс перестроили для размещения административных контор. С 1990-х годов угловой кекушевский корпус пустовал и медленно ветшал. В этот период строение относилось к ведению Института автоматизации проектирования РАН, которое занимало соседний корпус.

## Современность
В 2005 году ИАП заключил инвестиционный договор с фирмой «Финансист». Планировалось демонтировать комплекс для строительства на участке нового восьмиэтажного дома, при этом от уличных корпусов сохранились бы только внешние фасады. Проект вызвал широкий общественный резонанс, и после обращений активистов доходный дом Быкова признали выявленным объектом культурного наследия. Вскоре правительство Москвы отменило постановление о разработке предпроектной документации. По сообщениям «Вести-Москва», в этот период в доме проживали гастарбайтеры.
16 сентября 2009 года в здании случился пожар, от которого пострадали кровля, перекрытия верхнего этажа и часть внутреннего убранства. Через несколько месяцев Межведомственная комиссия под руководством депутата Владимира Ресина безуспешно предложила исключить дом из списка выявленных объектов. В дальнейшем под предлогом проведения капитального ремонта ликвидировали отдельные элементы фасада, фигурные оконные рамы и маскарон над арочным проездом. Работы были приостановлены постановлением Мосгорнаследия, но некоторые СМИ сообщали о возможности демонтажа дома.
В 2012 году здание признали объектом культурного наследия регионального значения. Через год Пресненский районный суд удовлетворил иск активистов «Архнадзора» и обязал Территориальное управление Росимущества по городу Москве и ИАП РАН разработать проект реконструкции дома. В 2014—2016 годах провели инженерное обследование строения и подготовили сметы для проведения противоаварийных мероприятий, возвели временную кровлю, чтобы предотвратить быстрое разрушение дома. В этот период стало известно, что комплекс перестроят под гостиницу общей площадью 3500 м². При этом планировалось сохранить архитектурный ансамбль уличных корпусов и демонтировать  неохраняемое государством здание во дворе. План реконструкции подготовили под руководством реставратора Владимира Кузнецова. Строители укрепили фундамент, подвалы и откосы здания, ликвидировали продольные трещины и коррозию каркаса, восстановили львиный маскарон, сложные карнизные плиты и оригинальные оконные рамы. Общая стоимость реконструкции составила 300 миллионов рублей, работы во внутренних помещениях планировалось завершить в 2019 году. Однако, к началу лета 2020 года полностью завершена лишь масштабная реставрация фасадов доходного дома, а окончание отделочных работ в помещениях — осень 2020 года